# ミニミニ大作戦 (2003年の映画)
『ミニミニ大作戦』（ミニミニだいさくせん、原題：The Italian Job）は、2003年のアメリカ合衆国、イタリア、ドイツ、イギリス共同制作によるアクション映画。F・ゲイリー・グレイ監督の作品で、出演はマーク・ウォールバーグとシャーリーズ・セロンなど。
1969年製作の同名の映画のリメイクであり、窃盗団の一団が、自分たちを裏切った元同僚から金塊を盗み出そうと企むというストーリーが共通しているが、それ以外のプロットやキャラクターは原作とは異なっており、監督のグレイはこの映画を「原作へのオマージュ」と表現している。

## ストーリー
金庫破りのプロであるジョン・ブリジャー（ドナルド・サザーランド）は、イタリアのギャングが数週間前に盗んだヴェネツィアの金庫から、3500万ドル相当の金塊を盗むためにチームを結成する。チームはプロのフィクサー、チャーリー・クローカー（マーク・ウォールバーグ）、コンピューターの専門家ライル（通称ナップスター、セス・グリーン）、運転手ハンサム・ロブ（ジェイソン・ステイサム）、内通者スティーヴ（エドワード・ノートン）、爆発物の専門家レフト・イヤー（モス・デフ）などで構成されている。強盗は成功するが、金塊を持ってオーストリアに向かう途中、裏切り者のスティーヴの手下たちに止められ、金塊を奪われてしまう。スティーヴはジョンを殺し、他のメンバーたちは車ごと橋の上から海中に突っ込んで逃げ延びる。
1年後、フィラデルフィアでチャーリーは、スティーヴが新しい身分を得ており、ウクライナの宝石商イエヴェン（ボリス・クルトノグ）を通して金塊を資金洗浄し、ロサンゼルスでの贅沢な生活資金を調達していることを知る。チャーリーはチームを再び集め、ジョンの娘で解錠のエキスパートであるステラ（シャーリーズ・セロン）も採用し、彼女に父の復讐を果たす機会を与える。スティーヴの屋敷を張り込んだ彼らは、ケーブルテレビ業者に扮したステラによって屋敷内の地図を作成し、残りの金塊が入ったスティーヴの金庫の場所を突き止める。ステラの正体を知らないスティーヴは、ステラにデートを申し込む。チャーリーとステラは、スティーヴがデートに出かけている間に金庫を爆破し、改造した3台のミニクーパーで金塊を屋敷の外に運び出す計画を立てる。チャーリーは、爆薬の供給者スキニー・ピート（ガウティ）、メカニックのレンチ（フランキー・G）を仲間に加える。
スティーヴはイエベンを訪ねた際、偶然にもイエベンがヴェネチア強盗のことを知っていることを打ち明ける。その従兄弟でウクライナの犯罪組織のリーダーであるマシュコフは、金塊の情報をイエベンの元従業員ヴァンス経由でスキニー・ピートに辿り着かせる。
チャーリーたちは強盗計画の夜に乗り出すが、スティーヴの隣人がパーティーをしているのを発見し、計画を中止する。ステラはスティーヴとの食事中に、うっかり父親の口癖を使ってしまい、自分の正体を明かしてしまう。彼女を守るためにやってきたチャーリーたちを、スティーヴは「まだ自分が優位に立っている」となじるが、密かに金塊をロサンゼルス国際空港から装甲車で運び、自家用機でメキシコシティに運ぶ計画を立てていた。スティーヴの電話を盗聴したナップスターはこのことを聞きつけ、チャーリーたちは空港に向かう途中で金塊を盗むため、市内の交通管制システムをハッキングして装甲車を強引に予定地点まで運び、そこで強盗を実行するという新しい計画を立てる。
輸送当日、スティーヴの屋敷から装甲車が3台出てくるが、ナップスターはどれが金塊を積んでいるかを見抜き、それに合わせて交通操作をする。スティーヴがヘリコプターで輸送を監視していることを知っている彼らは、車を目標地点まで運び、爆薬を爆発させて車がある部分を下の地下鉄のトンネルに落とすという陽動作戦を展開する。トラックを開けると、以前金塊が入っていた金庫とは別の金庫があり、ステラは苦労しつつもこれを破り、2,700万ドルになった金塊を車に積み込む。車は地下鉄からロサンゼルス川へ、そして市内を走り抜ける。バイクに乗ったスティーヴの子分に追われながら、ナップスターは交通を誘導する。ステラ、ハンサム・ロブ、レフト・イヤーはユニオン駅に向かい、チャーリーはヘリコプターでスティーヴを誘い出すことにする。スティーヴは、彼のヘリコプターのパイロットがチャーリーのミニクーパーを破壊して彼を殺そうとするが、彼はスティーヴのヘリコプターのテールローターを自分の車で破損させ、着陸させる。
スティーヴはフォード・ブロンコをカージャックし、チャーリーが車を貨車に積み込もうとするユニオン駅に向かう。スティーヴはレンチに賄賂を渡して中に入れてもらうが、そこにはチャーリーたちが待っていた。彼は銃を振り回し、金塊を返せと要求するが、マシュコフが武装した男たちを連れてやってきて、彼を武装解除させる。チャーリーは、警備を手伝う代わりに、マシュコフに金塊の一部とスティーヴを提供したのだと説明する。ステラは復讐のためにスティーヴの顔を殴る。マシュコフは彼を連行し、スティーヴを殺さず、イエベンを殺した罪で拷問するつもりであることをほのめかす。一行はニューオーリンズに向かう列車に乗り込み、ジョンの栄誉を讃える。ハンサム・ロブはアストンマーティン・ヴァンキッシュを購入し、美人警官に車を止められる。レフト・イヤーはアンダルシアに靴のコレクション用の部屋付きの豪邸を購入し、ナップスターは女性の服を吹き飛ばすことができる強力なステレオを購入するなど、全員がそれぞれの目的のために金の分け前を使う。一方、チャーリーは、残りの人生を一緒に過ごしたい人を見つけなさいというジョンのアドバイスを受け、ステラと一緒にヴェネチアに旅行するのだった。

## 登場車種

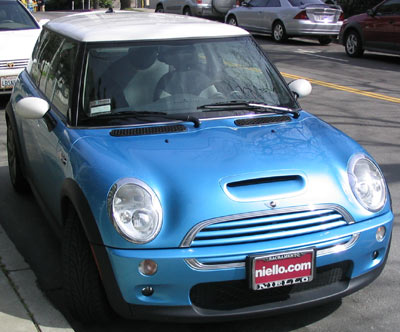
初代クーパーS

- 初代ミニ・クーパー・クーパーS[注釈 2]
- ローバー・ミニ
- アストンマーティン・DB7ヴァンテージ ヴォランテ

## キャスト
※括弧内は日本語吹替、またテレビ放送時はグロービジョン制作で別の声優で新録される予定だったが中止された。
- チャーリー・クローカー - マーク・ウォールバーグ（森川智之）

チームのリーダー。盗みの天才。最後の大仕事のために仲間を集めて実行しようとする。
- ステラ・ブリジャー - シャーリーズ・セロン（岡寛恵）

ジョンの娘。解錠士。スティーブに父を殺害された復讐から作戦に参加する。
- スティーヴ・フレゼリ - エドワード・ノートン（平田広明）

チャーリーの仲間だったが裏切った。このことからチャーリーたちの報復のターゲットとなる。
- ライル - セス・グリーン（村治学）

コンピューターに強い。
- ハンサム・ロブ - ジェイソン・ステイサム（内田直哉）

ドライバー。
- レフト・イヤー - モス・デフ（志村知幸）

爆発物に詳しい。
- レンチ - フランキー・G（相沢正輝）

メカニック。
- ジョン・ブリジャー - ドナルド・サザーランド（家弓家正）

ステラの父。スティーブに殺害される。
- イエヴェン - ボリス・クルトノグ（諸角憲一）

宝石商。
- マシュコフ - オレク・クルパ（立川三貴）

犯罪組織のリーダー。
- スキニー・ピート - ガウティ（遠藤純一）

爆薬の供給者。
- ライルの彼女 - ケリー・ブルック(甲斐田裕子)
- ショーン・ファニング - 本人

## スタッフ
- 脚本：ドナ・パワーズ、ウェイン・パワーズ
- オリジナル脚本：トロイ・ケネディ・マーティン
- 編集：リチャード・フランシス＝ブルース、クリストファー・ラウズ
- 撮影：ウォーリー・フィスター
- 美術：チャールズ・ウッド
- 音楽：ジョン・パウエル
- 製作総指揮：ティム・ビーヴァン、ジム・ダイヤー、エリック・フェルナー、ウェンディ・ジャフェット
- 衣裳：マーク・ブリッジズ
- プロデューサー：ドナルド・デ・ライン
- 監督：F・ゲイリー・グレイ
- 製作／著作：デ・ライン・ピクチャーズ（パラマウント・ピクチャーズ　提供）

## 製作

### 企画
ニール・パービスとロバート・ウェイドは、1969年製作のイギリスの同名の映画のリメイクの草稿を書いたが、パラマウント社に拒否された。その後、脚本家のドナ・パワーズとウェイン・パワーズにリメイク版の執筆が依頼された。二人は、オリジナル作品のトーンが「どんなものかを感じ取りたかったから」一度だけ鑑賞した。2年の歳月と18回の草稿を経て、F・ゲイリー・グレイ監督が「オリジナルに触発された」と評する脚本ができあがった。グレイ、パワーズ、そして製作総指揮のジェームズ・ダイアーは、最も顕著な類似点として、窃盗団が使用する3台のミニクーパーと、金塊の窃盗を伴う表題作の強盗を挙げている。

### キャスティング
グレイは、『ブギーナイツ』（1997年）での演技を見て以来、マーク・ウォールバーグとの仕事に興味をもっており、本作の脚本を読んだグレイは、自ら「惚れ込んだ」ウォールバーグに連絡を取った。グリーンも脚本に惹かれてこのプロジェクトに参加した。シャーリーズ・セロンはグレイの第一候補で、ウォールバーグも彼女をステラ・ブリジャー役に推薦していた。彼女は役作りのために金庫破りの男の仕事にしばらく同行した。グレイのキャスティング・ディレクター、シーラ・ジャフェは、ハンサム・ロブという逃走ドライバーの役にジェイソン・ステイサムを推薦し、グレイもその人選に賛成した。エドワード・ノートンは、契約上の都合でスティーブ・フラゼッリ役を引き受けた。ウォールバーグ、セロン、ステイサムは、プリプロダクションの期間中、ウィロー・スプリングス国際モータースポーツ公園で1ヶ月近く運転の特別講習を受けた。

### 撮影
グレイと撮影監督のウォーリー・フィスターは、製作開始前に本作のビジュアル・スタイルを共同で開発した。車のコマーシャルや雑誌の写真、『フレンチ・コネクション』（1971年）、『RONIN』（1998年）、『ボーン・アイデンティティー』（2002年）の追跡シーンなどを参考にした。フィスターは「ダークな質感とアンダートーン、強いコントラスト」を求めており、カラーパレットについてはプロダクションデザイナーのチャーリー・ウッドと協力し、2人はグレイとアイデアについて協議していた。パラマウントはこの映画をアナモフィックフォーマットで撮影しないことを望んだが、フィスターがそれを望んだため、これはウォリー・フィスターにとって初のスーパー35フォーマットの使用経験となった。しかし、グレイは原作と同じようにワイドスクリーンのアスペクト比を望んでいたので、アスペクト比2.39:1のスーパー35で撮影することにした。主撮影が始まると、グレイは頻繁にドリーを利用し、またステディカムとテクノクレーンでカメラをほぼ常に動かしていた。
本作の大部分は、フィスター監督がプリプロダクションの間に12週間かけて探し出した場所で撮影されたが、いくつかのシーンはセットで撮影されたものである。冒頭の強盗シーンの舞台となったヴェネチアのビル、泥棒たちがスティーブ・フラゼッリの屋敷を調査するためのバン、ホテルの一室、LACMTAレッドラインの地下鉄トンネルは、カリフォルニア州のダウニー・スタジオで作られたセットである。装甲車がハリウッド大通りから下の地下鉄トンネルに落ちるシーンでは、フィスターは7台のカメラを設置し、車が約30フィート（9.1メートル）降下する様子を撮影した。300台の車を使い、ハリウッドとハイランドの交差点の渋滞をシミュレーションし、制作スタッフによって1週間制御された。主な撮影に使われた32台の特注のミニクーパーのうち3台は、いくつかのシーンが撮影された地下鉄トンネル内では燃焼エンジンが禁止されていたので電気モーターを取り付けたものであった。他のミニクーパーは車両上や内部にカメラを設置できるように改造された。 監督は「（ミニクーパーは）キャストの一部だ」と発言している。
グレイはこの映画をできるだけリアルにしたかったので、俳優たちはほとんどのスタントを自分で行い、CGはほとんど使われなかった。アレクサンダー・ウィット監督と撮影監督のジョシュ・ブライブルーのもと、第2班は40日間かけてエスタブリッシング・ショットを撮影、ヴェネツィア運河での追跡シーン、ロサンゼルスでの追跡を撮影した。 ロケはいくつかの難題を抱えていた。イタリアのベニスでの冒頭の強盗シーンは、ボートが高速で走るため、地元当局によって厳しく監視されていた。イタリア・アルプスのパッソ・フェダイアの極寒は、製作中に問題を引き起こした。「銃が故障したり、水の入ったボトルを持って 40 フィートも歩けないような状況を想像してみると、そのような状況で仕事をしなければならなかった」とグレイは述べている。撮影の合間にハリウッド大通りの歩道を通行止めにする必要があった。また、高速道路や市街地を走るシーンは、週末にしか撮影されなかった。

## 評価
レビュー・アグリゲーターのRotten Tomatoesでは182件のレビューで支持率は72%、平均点は6.40/10となった。Metacriticでは37件のレビューを基に加重平均値が68/100となった。